# Mycale muscoides
Mycale muscoides är en svampdjursart som först beskrevs av Voldemar Czerniavsky 1880.  Mycale muscoides ingår i släktet Mycale och familjen Mycalidae. Inga underarter finns listade i Catalogue of Life.